# Huperzia haleakalae
Huperzia haleakalae là một loài thực vật có mạch trong Họ Thạch tùng. Loài này được (Brack.) Holub mô tả khoa học đầu tiên năm 1985.